# 庞安时
庞安时（约1042年—1099年），字安常，自号蕲水道人，蕲州蕲水人，北宋醫生。庞安时著有《伤寒总病论》、《难经辨》、《本草补遗》等著作，不過後兩本著作沒有流傳下來。